# Космическая религия
Космическая религия (эйнштейновская религия) — система убеждений Альберта Эйнштейна, близкая к философии Спинозы. При этом Эйнштейн использовал данную терминологию не столько в прямом религиозном контексте, сколько для пояснения некоторых аспектов. Например, гравитационную сингулярность Эйнштейн считал «грехом» из-за невозможности что-либо сказать о ней определённое на основе уравнений или иных вычисляемых параметров.

## Описание
Джеммер считает Эйнштейна глубоко религиозным человеком, называет его взгляды «космической религией» и считает, что Эйнштейн не отождествлял Бога с Природой, подобно Спинозе, но считал его отдельной неперсонифицированной сущностью, проявляющейся в законах Вселенной как «дух, значительно превосходящий человеческий», по словам самого Эйнштейна.
В своей книге 1949 года «Мир, каким я его вижу» он писал: «Знания о существовании чего-то, во что мы не можем проникнуть, раскрывается для нас невероятно продуманным и восхитительно красивым, при этом доступно для нашего разума только в своих самых элементарных формах. Знания этого и эмоции возникают истинно религиозные; и в этом смысле я глубоко верующий человек». Эйнштейн называл свою систему убеждений как «космическая религия» и был автором одноимённой статьи 1954 года. Позже эта система была описана в его книге «Идеи и мнения» 1955 года. Эта система убеждений признала «чудесный порядок, который проявляется во всех явлениях природы так хорошо, как в мире идей», порядок, который отрицает личностного Бога, награждающего и наказывающего людей на основе их отрицательного поведения. Он отклонил конфликт между наукой и религией и заявил, что космическая религия была необходима для науки. Он говорил Уильяму Германнсу в интервью, что «Бог — это загадка. Но загадка постижимая. Я ничего не испытываю, кроме трепета, когда наблюдаю законы природы. Нет законов без законодательства, но как выглядит законодатель? Конечно, он не похож на Большого человека». Он добавил с улыбкой «несколько столетий назад я был бы сожжён или повешен. Тем не менее, я был бы в хорошей компании».
В статье, опубликованной «Нью-Йорк Таймс» в 1930 году, Эйнштейн различал три человеческих импульса, которые развивают религиозные убеждения: страх, общественная мораль и космическое религиозное чувство. Примитивное понимание причинности вызывает страх, а страх изобретает сверхъестественные существа, подобные себе. Стремление к любви и поддержке создаёт социальную и моральную необходимость высшего существа; оба этих импульса подразумевают антропоморфное понятие Бога. Третий импульс, который Эйнштейн считает самым зрелым, берёт своё начало в глубоком чувстве благоговения и таинственности. Он сказал, что человек чувствует «возвышенность и чудесный порядок, который проявляет себя в природе… и он хочет испытать Вселенную как целое всеохватывающее и значительное». Эйнштейн видел науку, как антагониста первым двум импульсам религиозных убеждений, но и как партнёра для третьего импульса. Он утверждал, что "хотя сферы религии и науки сами по себе ясно разграничены, между ними существует взаимосвязь и взаимозависимость. <…> Наука может быть создана только теми, кто насквозь пропитан стремлением к истине и пониманию. Но источник этого чувства берёт начало из области религии. Оттуда же — вера в возможность того, что правила этого мира рациональны, то есть постижимы для разума. Я не могу представить настоящего учёного без крепкой веры в это. Образно ситуацию можно описать так: наука без религии — хрома, а религия без науки — слепа.. Часто цитируется лишь последнее предложение, тенденциозно лишённое контекста. Эйнштейн продолжал:
Человеку, который религиозно просвещён, как мне кажется, с его способностями легче освободится от оков своих корыстных желаний и заняться мыслями, чувствами и стремлениями, которые для него являются особо ценными. Мне кажется, что важно, так это сила сверхличностного содержания… независимо от любых попыток объединить это содержание с божественным существом. В противном случае невозможно было бы считать Будду и Спинозу религиозными деятелями. Соответственно, религиозный человек набожный в том смысле, что он не сомневается в значимости этих суперличных вещей и целей, которые не требуют рационального объяснения и обоснования. В этом смысле религия является извечной попыткой человечества чётко и сполна осознать эти ценности и цели и постоянно укреплять и расширять своё влияние. Если понимать религию и науку в соответствии с этими определениями, то конфликт между ними возможен. Для науки возможна только констатация, что есть, но не то, что должно быть…
Принцип причинности является фундаментальным этическим убеждением Эйнштейна. По мнению Эйнштейна, «доктрина личного участия Бога в природных явлениях никогда не может быть опровергнута в прямом смысле наукой», религии всегда могут укрыться в областях, которые наука пока не может объяснить. Это было убеждение Эйнштейна о том, что «в борьбе за нравственное благо учителя религии должны иметь мужество отказаться от доктрины личного Бога, то есть отказаться от источника страха и надежды» и культивировать «Добро, Правда и Красота и есть человечество».
Одна из цитат, которую приписывают Эйнштейну:
Религия будущего будет космической религией. Она должна будет преодолеть представление о Боге как личности, а также избежать догм и теологии. Охватывая и природу и дух, она будет основываться на религиозном чувстве, возникающем из переживания осмысленного единства всех вещей — и природных, и духовных. Такому описанию соответствует буддизм. Если и есть религия, которая сможет удовлетворять современным научным потребностям, — это буддизм.
Подтверждения данному высказыванию из уст Эйнштейна никто не приводит. Ни в одной биографии Эйнштейна этих слов нет, в опубликованных его трудах и письмах они также отсутствуют. Похожее по смыслу рассуждение имеется в воспоминаниях Элен Дюкас (секретаря Эйнштейна), однако там эти слова не приписаны самому Эйнштейну.
Ричард Докинз в книге «Бог как иллюзия» замечает, что энтузиазм, с которым он относится к науке, часто называют «религиозным». Благоговение перед сложностью природы он считает основой «эйнштейновой религии», так как Альберт Эйнштейн использовал слово «бог» в качестве метафоры для загадочности Вселенной. Тем не менее, Докинз выражает сожаление по поводу того, что многие учёные используют слово «бог» в прямом (пантеистическом) и в переносном смысле, так как это запутывает читателей.
Но основное внимание он уделяет критике веры в сверхъестественного творца, «пригодного для поклонения». Докинз с уважением относится к «эйнштейновой религии» и без всякого уважения — к обычной религии.